# Erupció Hyder

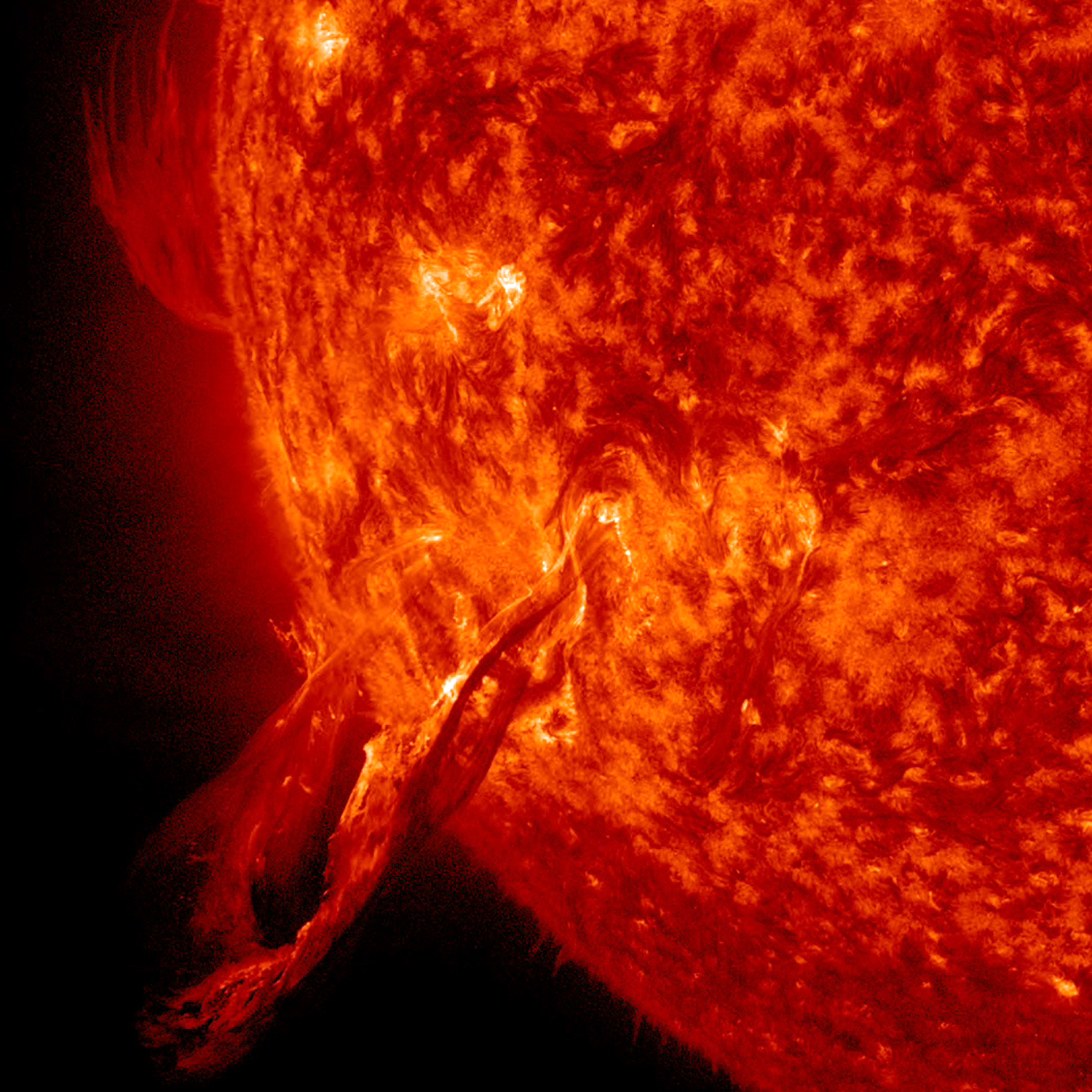
Una imatge que enregistra una erupció Hyder que es va produir durant un període de tres hores, l'1 de novembre de 2014.

Una erupció Hyder és una brillantor lenta i a gran escala que es produeix a la cromosfera solar. S'assembla a una gran però feble erupció solar i és identificable com la signatura de la desaparició sobtada d'una protuberància solar (una "desaparició sobtada"). Aquests esdeveniments es produeixen al Sol tranquil, lluny de regions actives o grups de taques solars, i normalment a la zona de filaments de la corona polar prop dels pols del Sol. Les bengales Hyder tenen una morfologia de dues cintes i es poden observar lleugerament en línies d'emissió cromosfèriques com Hα o com a absorció millorada a la línia He I de 1083 nm.
Les erupcions Hyder són causades per l'erupció inestable d'un canal de filament magnètic; el filament s'eleva i pot escapar del Sol com a part d'una ejecció de massa coronal, i l'erupció visible marca la connectivitat magnètica de la pertorbació coronal.
A diferència de les erupcions de la regió activa, les erupcions Hyder triguen molt més a assolir la intensitat màxima, de 30 a 80 minuts i després poden continuar durant diverses hores. No han causat cap interferència amb les comunicacions terrestres com les erupcions solars, i són bastant febles.
El descobriment de les erupcions Hyder s'ha associat principalment amb Charles Hyder, que va desenvolupar el mecanisme que les descrivia l'any 1967. Alguns no estan d'acord amb les troballes de Hyder i el seu mecanisme, sobre el que realment produeix l'erupció.
Tot i que rar, un fet notable que va tenir lloc l'1 de novembre de 2014, va confirmar que presenten característiques especials que els distingeixen de les erupcions solars.

## Causes
L'explicació d'aquestes erupcions solars prové de les observacions dobles de Hyder. Un, les erupcions tendeixen a tenir una forma de cinta paral·lela amb una a banda i banda del canal del filament. Segon, aquestes erupcions no van ser causades ni associades a tempestes geomagnètiques.
Es creu que els filaments quiescents pertanyen a un canal magnètic, que pot desaparèixer a causa de la reconfiguració del camp. Quan això passa, es diu que el material filamentós es llança a la corona solar, on crea una típica erupció solar Hyder explica que el procés de les erupcions Hyder difereix, ja que de vegades el material filamentós baixa en cascada pels costats exteriors de l'abeurador magnètic elevat, o cresta, per interactuar amb el material cromosfèric inferior que està produint l'erupció. Si aquest procés de caiguda no és simètric a cap dels costats, hi haurà una forma de doble cinta paral·lela, mentre que una caiguda simètrica només produirà una única cinta paral·lela. Una caiguda esporàdica o insuficient de material filamentós farà que es produeixin nusos brillants de erupcions solars.

## Història
Les erupcions Hyder van ser observades per primera vegada per Max Waldmeier el 1938, que va escriure un article que descrivia el fenomen dels filaments que desapareixen sobtadament (desaparició sobtada), i va esmentar que aquests es poden associar amb brillantors semblants a les erupcions. La recerca posterior no es va completar fins que Charles Hyder va publicar dos articles el 1967 amb la revista Solar Physics en què es va discutir detalladament un mecanisme proposat subjacent a les erupcions Hyder.
Recentment, el mecanisme Hyder ha estat qüestionat, sobretot per Harold Zirin. Zirin va qüestionar el filament que cau pel costat de la cresta magnètica, afirmant que les reconfiguracions magnètiques sempre crearan ejecció. Les comparacions amb les publicacions de Hyder de 1968 es van discutir al volum 6, número 1 de la Solar Physics de Harold Zirin i D. Russo Lackner, pàgines 86–103: The Solar Flares of August 28 and 30, 1996.

## Successos
Com que les erupcions Hyder són notablement rares, s'han registrat pocs successos des del seu descobriment. L'esdeveniment més notable va tenir lloc entre les 04:00 i les 06:00 UTC de l'1 de novembre de 2014 i es va definir com una erupció de classe C. Els científics van assenyalar que l'erupció va provocar que el plasma s'accelerés cap al Sol, la qual cosa va provocar diversos flaixos de raigs X a l'impacte. El plasma restant va ser expulsat a l'espai interplanetari i va formar un gran nucli d'ejecció de massa coronal.

## Perills
Les erupcions Hyder són generalment de menor intensitat en relació amb les erupcions de la regió activa, i s'accepta comunament que no representen cap amenaça immediata per a la Terra. Aquestes erupcions poden afectar potencialment el clima espacial, però, la qual cosa podria interrompre l'electrònica. Per això, s'han de prendre moltes precaucions per evitar danys a la navegació aèria i/o a les tecnologies governamentals.